# Espírito Santo Sociedade Esportiva
L'Espírito Santo Sociedade Esportiva, noto anche semplicemente come ESSE, è una società calcistica brasiliana con sede nella città di Colatina, nello stato dell'Espírito Santo.

## Storia
Il club è stato fondato il 5 giugno 1998 come Centro de Treinamento Edmílson Colatina Futebol Clube. Ha vinto il Campeonato Capixaba Série B nel 2002. Il CTE Colatina ha partecipato alla Coppa del Brasile nel 2004, dove è stato eliminato al primo turno dal Vitória. Il club ha cambiato nome in Espírito Santo Sociedade Esportiva nel luglio 2011, e ha partecipato alla Copa Espírito Santo con quel nome.

## Palmarès

### Competizioni statali
- Campeonato Capixaba Série B: 1

2002